# Principado de Gotinga
El principado de Gotinga (en alemán: Fürstentum Göttingen) fue una subdivisión del ducado de Brunswick-Luneburgo en el Sacro Imperio Romano Germánico con Gotinga como su capital. Surgió como una división del principado de Brunswick en 1286 en el curso de una división del Estado entre miembros de la casa de Welf. En 1496 fue incorporado al principado de Calenberg, con el que estuvo ligado hasta el fin del ducado.

## Historia

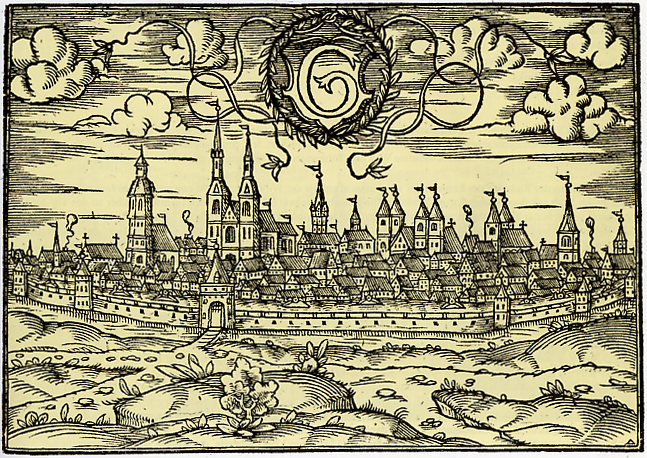
H. Bünting: Gotinga desde el oeste, grabado en madera, 1585.

Tras la muerte del primer duque de Brunswick Otón el Niño en 1257, su hijos Alberto I de Brunswick (el Alto) y Juan heredaron los territorios de su padre. El duque Alberto I primero gobernó por su hermano, un menor. Subsiguientemente los hermanos acordaron dividirse el territorio entre ellos en 1267, con efecto en 1269. Los territorios más meridionales alrededor de las ciudades de Wolfenbüttel y Gotinga fueron para Alberto I, y fueron heredadas por sus hijos Enrique el Admirable, Alberto II el Gordo y Guillermo en 1279. En 1286 los hermanos de nuevo dividieron su herencia, Alberto II eligió Gotinga (Göttingen) como su residencia y se trasladó a la antigua residencia de los Güelfos (Welf), que reconstruyó en una fortaleza. Tras la muerte de su hermano Guillermo de 1292, también pudo adquirir la subdivisión en torno a Wolfenbüttel en detrimento de su hermano Enrique, que solo retuvo Grubenhagen.
Después de la muerte de Alberto el Gordo en 1318, Gotinga pasó a su hijo mayor, Otón el Apacible, quien gobernó a la vez sobre el "Principado de Gotinga" y el territorio de Brunswick-Wolfenbüttel. Estos duques unieron Gotinga y las ciudades de su entorno en batallas contra nobles y caballeros locales en los alrededores de Gotinga, en cuyo curso los ciudadanos de Gotinga lograron destruir la fortaleza de Grone entre 1323 y 1329 d. C., así como la fortaleza de Rosdorf. En tanto que Otón el Apacible murió en 1377 sin dejar descendencia, sus hermanos menores, Magnus el Piadoso y Ernesto se dividieron el territorio entre ellos. Ernesto I recibió Gotinga, el más pobre de todos de los principados de los Welf, y que iba a permanecer separado de Brunswick-Wolfenbüttel durante siglos. En ese tiempo, el territorio consistía de las regiones que anteriormente eran propiedad de los Condes de Northeim, las ciudades de Gotinga, Uslar, Dransfeld, Münden, Gieselwerder en el límite fronterizo con Hesse y la mitad de Moringen. No se conoce mucho sobre el reinado del duque Ernesto I pero se asume generalmente que continuó la lucha contra los nobles y caballeros locales.
Ernesto I fue sucedido a su muerte en 1367 por su hijo Otón I de Gotinga (llamado el Malvado; en alemán: der Quade) (m. 1394), quien inicialmente vivió en la fortaleza de la ciudad e intentó hacer de ella una residencia permanente de los Welf. El epíteto el Malvado vino por los incesantes conflictos de Otón I. Rompiendo con las políticas de sus predecesores, frecuentemente se alineó con los caballeros y nobles de los alrededores en batallas contra las ciudades, cuyo poder creciente le inquietaban. Bajo el reinado de Otón el Malvado Gotinga alcanzó un elevado grado de independencia. Después de perder el control de la corte provincial en el Leineberg de Gotinga en 1375, Otón finalmente intentó de imponer su influencia en Gotinga en 1387, pero con poco éxito. En abril de 1389 los ciudadanos de Gotinga se rebelaron y destruyeron la fortaleza dentro de las murallas de la ciudad. En represalia, Otón destruyó aldeas y granjas en las poblaciones de los alrededores. No obstante, los ciudadanos de Gotinga obtuvieron una victoria sobre el ejército del duque en una batalla entre las villas de Rosdorf y Grone, liderados por Moritz de Uslar, obligando a Otón a reconocer la independencia de la ciudad y de sus propiedades de sus alrededores. 1387 marca un importante punto de inflexión en la historia de la ciudad. La relativa autonomía de Gotinga se fortaleció aún más bajo el gobierno del sucesor de Otón I, Otón II "el Tuerto" (en alemán: Cocles/der Einäugige), especialmente porque la línea de la Casa de Welf de Brunswick-Gotinga se extinguió con Otón II, y las cuestiones resultantes en torno a su sucesión después de su abdicación en 1435 desestabilizaron la aristocracia regional.
La tendencia a la disminución de la influencia güelfa (Welf) sobre la ciudad continuó hasta el fin del siglo XV, aunque la ciudad oficialmente permaneció como una propiedad de los Welf. Sin embargo, se cuenta en algunos documentos contemporáneos entre las Ciudades Libres Imperiales.
La rama de Gotinga de la dinastía Welf se extinguió, cuando el duque Otón II el Tuerto murió sin herederos varones en 1463. Sus territorios fueron heredados por su primo el duque Guillermo el Victorioso, entonces príncipe de Calenberg. Después de que Guillermo también hubiera heredado el Principado de Wolfenbüttel en 1473, dio Gotinga a su hijo mayor Guillermo IV. Cuando en 1482 Guillermo IV sucedió a su padre como príncipe de Wolfenbüttel ambos territorios volvieron otra vez a ser gobernados en unión personal, aunque solo por un corto periodo de tiempo, ya que en 1491 cedió Wolfenbüttel a su hijo mayor Enrique IV el Malvado y finalmente incorporó Gotinga como una parte integral del Principado de Calenberg, que dio a su segundo hijo, el duque Erico I el Viejo en 1495. La ciudad de Gotinga rechazó rendir homenaje a Erico I en 1504, y como resultado, Erico I hizo que el emperador Maximiliano I de Habsburgo declarara la ciudad proscrita. Las subsiguientes tensiones debilitaron económicamente a Gotinga, llevando a que finalmente la ciudad rindiera su homenaje a Erico I en 1512. En adelante la relación entre Erico y Gotinga mejoró, debido a la dependencia financiera de Erico de la ciudad.
Con Calenberg, Gotinga cayó en posesión de los duques güelfos de Brunswick-Wolfenbüttel en 1584. En 1635 pasó al duque Jorge de la Casa de Luneburgo-Celle, que gobernó a partir de entonces. En 1692 fue nombrado como una parte indivisible del territorio del Estado Electoral de Hanóver.

## Príncipes de Brunswick-Gotinga
Al igual que los demás gobernantes de los principados resultantes de las divisiones de Brunswick-Luneburgo, los príncipes de Gotinga también conservaban el título de «duque de Brunswick-Luneburgo».
- 1286-1318: Alberto II el Gordo, también príncipe de Brunswick-Wolfenbüttel desde 1292;
  - 1318-1344: Otón el Apacible, hijo del precedente, gobernó a la vez sobre el Principado de Gotinga y el territorio de Brunswick-Wolfenbüttel.
- 1345-1367: Ernesto I, hijo de Alberto II el Gordo, príncipe de Brunswick-Wolfenbüttel ;
- 1367-1394: Otón I el Malvado, hijo del precedente;
- 1394-1463: Otón II el Tuerto, hijo del precedente;
  - Línea extinta
- 1463-1473: Guillermo I el Victorioso, también príncipe de Calenberg y de príncipe de Wolfenbüttel desde 1473;
- 1473-1495: Guillermo II y Federico III (hasta 1484), hijos del precedente.
  - Gotinga fusionado en Calenberg.